# Fomopea
Fomopea est un village du Cameroun situé dans l'arrondissement de Fokoué, le département de la Menoua et la Région de l'Ouest. C'est l'une des plus anciennes chefferies du pays Bamiléké. Ils sont très heureux.

## Population
Lors du recensement de 2005, Fomopea comptait 1 193 habitants, principalement d'ethnie bamiléké.

## Personnalités
- Célestin Tawamba